# العلاقات التوغوية الفنلندية
العلاقات التوغولية الفنلندية هي العلاقات الثنائية التي تجمع بين توغو وفنلندا.

## مقارنة بين البلدين
هذه مقارنة عامة ومرجعية للدولتين:
| وجه المقارنة                                              | توغو            | فنلندا                                                                               |
| --------------------------------------------------------- | --------------- | ------------------------------------------------------------------------------------ |
| المساحة (كم2)                                             | 56.78 ألف       | 338.42 ألف                                                                           |
| عدد السكان (نسمة)                                         | 7.80 مليون      | 5.52 مليون                                                                           |
| الكثافة السكانية (ن./كم²)                                 | 137.37          | 16.31                                                                                |
| العاصمة                                                   | لومي            | هلسنكي                                                                               |
| اللغة الرسمية                                             | لغة فرنسية      | اللغة الفنلندية، اللغة السويدية                                                      |
| العملة                                                    | فرنك غرب أفريقي | يورو، ماركا فنلندية                                                                  |
| الناتج المحلي الإجمالي (بليون دولار)                      | 4.81 مليار      | 251.88 مليار                                                                         |
| الناتج المحلي الإجمالي (تعادل القوة الشرائية) بليون دولار | 10.67 مليار     | 231.84 مليار                                                                         |
| الناتج المحلي الإجمالي الاسمي للفرد دولار أمريكي          | 559             | 42.31 ألف                                                                            |
| الناتج المحلي الإجمالي للفرد دولار أمريكي                 | 1.43 ألف        | 40.68 ألف                                                                            |
| مؤشر التنمية البشرية                                      | 0.484           | 0.883                                                                                |
| رمز المكالمات الدولي                                      | +228            | +358                                                                                 |
| رمز الإنترنت                                              | .tg             | .fi                                                                                  |
| المنطقة الزمنية                                           | 00              | ت ع م+02:00، ت ع م+03:00، أوروبا/هلسنكي ‏، توقيت شرق أوروبا، توقيت شرق أوروبا الصيفي ‏ |

## منظمات دولية مشتركة
يشترك البلدان في عضوية مجموعة من المنظمات الدولية، منها:
| علم المنظمة | اسم المنظمة                               | تاريخ انضمام توغو | تاريخ انضمام فنلندا |
| ----------- | ----------------------------------------- | ----------------- | ------------------- |
|             | مؤسسة التنمية الدولية                     | 21 أغسطس 1962     | 29 ديسمبر 1960      |
|             | يونسكو                                    | 17 نوفمبر 1960    | 10 أكتوبر 1956      |
|             | وكالة ضمان الاستثمار متعدد الأطراف        | 15 أبريل 1988     | 28 ديسمبر 1988      |
|             | الأمم المتحدة                             | 20 سبتمبر 1960    | 14 ديسمبر 1955      |
|             | الاتحاد البريدي العالمي                   | ?                 | ?                   |
|             | البنك الدولي للإنشاء والتعمير             | 1 أغسطس 1962      | 14 يناير 1948       |
|             | الاتحاد الدولي للاتصالات                  | 14 سبتمبر 1961    | 1 سبتمبر 1920       |
|             | منظمة حظر الأسلحة الكيميائية              | ?                 | ?                   |
|             | مؤسسة التمويل الدولية                     | 4 سبتمبر 1962     | 20 يوليو 1956       |
|             | المركز الدولي لتسوية المنازعات الاستشارية | 10 سبتمبر 1967    | 8 فبراير 1969       |
|             | منظمة التجارة العالمية                    | ?                 | 1995                |
|             | منظمة الشرطة الجنائية الدولية             | ?                 | ?                   |
|             | البنك الإفريقي للتنمية                    | ?                 | ?                   |

## وصلات خارجية
- موقع وزارة الخارجية الفنلندية